# Герб Амаранте
Ге́рб Амара́нте — офіційний символ міста Амаранте, Португалія. Використовується як територіальний герб. У червоному щиті здіймається срібний лев, який тримає в лапах три схрещені срібні стріли, перев'язані золотою стрічкою. Лев стоїть на срібному мосту з трьома арками. Внизу щита річка у вигляді трьох срібних і двох синіх хвилястих смуг. Щит увінчує срібна мурована міська корона з п'ятьма вежами. Внизу ланцюг із зіркою Ордена Вежі й Меча.
Під щитом біла стрічка, на якій великими літерами напис португальською: «Amarante» (Амаранте).  Офіційно затверджений 14 серпня 1985 року. Створений на основі попереднього містечкового герба, ухваленого 12 березня 1985 року.

## Галерея

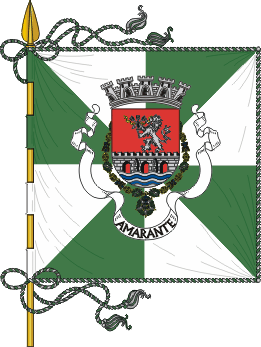
Прапор